# Бор-Нур (лиман)
Бор-Нур (Бур-Нур; калм. Бор Нур) — лиманное озеро в Целинном районе Калмыкии. Лиман расположен в нижней части балки Курин-Эккин к северу от посёлка Бор-Нур и административно относится к Ики-Чоносовскому сельскому муниципальному образованию.
Относится к Западно-Каспийскому бассейновому округу. Согласно приложению № 9 к Схеме комплексного использования и охраны водных объектов бессточных районов междуречья Терека, Дона и Волги площадь лимана составляет 3,92 км².

## Название
Гидроним Бор-Нур (калм. Бор Нур) можно перевести как бурое озеро (калм. бор — бурый, серый + калм. нур — озеро.

## Рельеф, гидрология и климат
Берега плоские, в рельефе чётко не выражены. Имеет округлую форму. Гидрологический режим озера естественно-антропогенный. Лиман расположен в зоне резко континентального, полупустынного климата. В условиях значительного испарения роль дождевых осадков в водном режиме озера не велика. Основным источником питания водоёма являются осадки, выпадающие в зимний период.

## Хозяйственное значение
В приложении № 3 к Схеме комплексного использования и охраны водных объектов бессточных районов междуречья Дона, Терека и Волги лиман Бор-Нур указан как водохранилище на реке Курин-Эккин объемом 1,8 млн м³. В летний меженный период используется в качестве сенокосного угодья.